# Trái Đất kỹ thuật số
Trái Đất Kỹ thuật số (tiếng Anh: Digital Earth) là tên do cựu phó tổng thống Hoa Kỳ Al Gore đặt cho một khái niệm vào năm 1998, mô tả một đại diện ảo của Trái Đất được tham chiếu địa lý và được kết nối vào kho lưu trữ tri thức kỹ thuật số của thế giới.